# 大柏地乡
大柏地乡，是中华人民共和国江西省赣州市瑞金市下辖的一个乡镇级行政单位。因中共领导人毛泽东的诗词《菩萨蛮·大柏地》而闻名于世。

## 行政区划
大柏地乡下辖以下地区：
大柏地村、乌溪村、杨古村、元坑村、横江村、礤头村、小岭村、三河村、院溪村、白坑村和隘前村。

## 交通
- 319国道